# Paweł Kowal
Pour les articles homonymes, voir Kowal.
 (septembre 2013).
Si vous disposez d'ouvrages ou d'articles de référence ou si vous connaissez des sites web de qualité traitant du thème abordé ici, merci de compléter l'article en donnant les références utiles à sa vérifiabilité et en les liant à la section « Notes et références ».
Paweł Robert Kowal, né le 22 juillet 1975 à Rzeszów, est un homme politique polonais. En 2005, Paweł Kowal est élu à la Chambre basse du Parlement polonais comme le représentant du parti Droit et justice (PiS) à la 12e circonscription de Chrzanów. Il est réélu en 2007.
En 2009, il est élu au Parlement européen dans la circonscription de Petite-Pologne et Świętokrzyskie, y compris Chrzanów. Il est deuxième dans la liste de Droit et justice, derrière Zbigniew Ziobro. Il quitte son siège au Parlement national trois jours plus tard.
En 2010 lors des élections présidentielles en Ukraine, Paweł Kowal est le chef de la délégation des observateurs du Parlement européen. Puis, la même année, il a rejoint La Pologne est le plus important (PJN) lorsque la séparation de cette force politique de Droit et justice en 2010.

## Biographie

### Formation et le début de carrière
Paweł Robert Kował termine l’école de Fr. Stanisław Konarski à Rzeszów. Puis en 1999, il est diplômé la faculté d’histoire de l’université Jagellonne. Il étudie aussi au Collège invisible de Varsovie de 1996 au 1998 sous la direction de Krystyna Kersten. En 1999, il devient assistant à l’Institut des sciences politiques auprès l’Académie des sciences de Pologne. C’est là qu’il fait son doctorat en politique générale de l’administration sur Wojciech Jaruzelski des années 1986-1989.
Entre 1998 et 2000, Paweł Kowal travaille, en outre, au bureau du Premier ministre et au bureau du président du Département des Affaires étrangères polonais. En 2000-2001, il est directeur du Département des relations internationales et de l'intégration européenne au sein du Ministère de la Culture et du patrimoine national. Entre 2001 et 2003, il travaille en tant qu’expert de la politique étrangère de l'Est dans le Centre des relations internationales. De 2003 au 2005, il est directeur du Centre régional de Mazovie de la culture et des arts. En 2003, Paweł Kowal cofonde le Musée de l'Insurrection de Varsovie. En même temps, il travaille en tant qu'expert pour ce Musée. En 2005, il dirige le bureau de presse du maire de Varsovie. Il continue à écrire des articles sur les relations internationales.

### Carrière politique
De 2002 à 2005, Paweł Kowal est le chef du conseil de l’arrondissement Ochota à Varsovie. En 2005, il est élu à la Chambre basse du Parlement nationale pour la circonscription de Chrzanow sous l'étiquette Droit et justice (PiS) où il est le chef du Comité de la Culture et de Média et le vice-président de PiS au Parlement. Du 20 juillet 2006 au 22 novembre 2007, il est Secrétaire d’État au Ministère des Affaires étrangères pendant la présidence de Jarosław Kaczyński. Paweł Kowal est réélu au Parlement en 2007 ou il est encore vice-président du PiS et vice-président du Comité des affaires étrangères.
En 2009, Paweł Kowal est élu au Parlement européen de circonscription de Cracovie. Là, il rejoint tout de suite le parti des Conservateurs et réformistes européens et est président de la Délégation à la commission de coopération parlementaire UE-Ukraine.
Paweł Kowal quitte le parti Prawo i Sprawiedliwość en 22 novembre 2010 afin de cofonder un autre parti PJN. Le 4 juin 2011, il est élu président du parti. Le 7 septembre de la même année, il est désigné au Conseil national de sécurité.

## Distinctions
- Grand-croix de l'ordre du Mérite du Portugal